# لیدبک لوک
لیدبک لوک (زادهٔ ۲۲ اکتبر ۱۹۷۶ در مانیل، فیلیپین) با نام واقعی لوکاس کرنلیس ون شپینگن یک دی‌جی و تهیّه‌کنندهٔ موسیقی هلندی است. او در رده‌بندی سالانهٔ برترین دی‌جی‌های جهان به وسیلهٔ مجلّهٔ دی‌جی در سال ۲۰۰۸ در جایگاه ۴۶ام، در سال ۲۰۰۹ در جایگاه ۲۷ام، و در سال ۲۰۱۰ در جایگاه ۱۷ام قرار گرفت.